# Ośrodek Odosobnienia w Kwidzynie
Ośrodek Odosobnienia w Kwidzynie – miejsce osadzania więźniów politycznych z okresu stanu wojennego, funkcjonujące od kwietnia do grudnia 1982 r. Zlokalizowany na terenie Zakładu Karnego w Kwidzynie.

## Historia

### Tło historyczne
Ośrodki odosobnienia powstały w związku z wprowadzeniem 13 grudnia 1981 r. stanu wojennego. W celu odizolowania działaczy NSZZ „Solidarność” oraz innych antysystemowych organizacji podziemnych władze komunistyczne, na podstawie art. 42 ust. 1 dekretu o wprowadzeniu stanu wojennego, miały możliwość internowania osób "(...) w stosunku do których ze względu na dotychczasowe zachowanie zachodzi uzasadnione podejrzenie, że pozostając na wolności nie będą przestrzegać porządku prawnego albo prowadzić będą działalność zagrażającą interesom bezpieczeństwa lub obronności państwa". Internowanie miało odbywać się na podstawie decyzji komendant wojewódzki Milicji Obywatelskiej, jego decyzja miała rygor natychmiastowej wykonalności. Długość pobytu w ośrodku internowania nie była określona, dekret zawierał ogólne stwierdzenie "(...) mogą być oni internowani na czas obowiązywania stanu wojennego w ośrodkach odosobnienia". 

### Historia Ośrodka
Ośrodek Odosobnienie w Kwidzynie został powołany zarządzeniem Ministra Sprawiedliwości z dn. 24 marca 1982 r. Na jego lokalizację wybrano Zakład Karny w Kwidzynie, który powstał na przełomie lat 1976/1977. Pierwotnie był wykorzystywany jako Ośrodek Pracy Skazanych (OPS), karę w nim odbywali, w trybie zasadniczym i złagodzonym, dorośli i młodociani. Więźniowie pracowali w kwidzyńskich Zakładów Celulozowo-Papierniczych, Bydgoskim Przedsiębiorstwie Budownictwa Przemysłowego i Przedsiębiorstwie Robót Kolejowych nr 12.
W momencie przekształcenia ZK w Ośrodek Odosobnienia dla internowanych przeznaczono budynki I-II, skazani w trybie złagodzonym zostali osadzeni w pawilonie III, skazanie w trybie zasadniczym zostali przeniesieni do pawilonu IV. Pierwsze transporty więźniów politycznych dotarły na teren ośrodka 5 kwietnia 1982 r., akcja przywożenia osadzonych została zakończona 3 sierpnia. Wg stanu na 17 sierpnia w Ośrodku przebywało 241 internowanych, ich liczba od tego momentu stopniowo malała. 24 grudnia na terenie Ośrodka nie przebywał już żaden z internowanych.

### Teren Ośrodka
Teren Ośrodka, liczący 1,5 ha, znajdował się przy ul. Lotniczej i był otoczony wewnętrznym murem z prefabrykowanych płyt betonowych o wysokości 4 metrów. Na jego szczycie nie było dodatkowych zapór uniemożliwiających ucieczkę, tj. drut kolczasty. Wieżyczki strażnicze były zlokalizowane na dwóch narożnikach ogrodzenia, funkcjonariusze pełniący na nich dyżur dysponowali reflektorem, telefonem i przenośną radiostacją. Przeszkodę zewnętrzną stanowiło ogrodzenie wykonane z siatki o wysokości 3,5 m. Podobnym ogrodzeniem z siatki była otoczona część administracyjna zakładu karnego. Dla osadzonych przewidziano cztery połączone ze sobą budynki (tzw. pawilony I-IV), z których każdy mógł pomieścić 125 osób. Dodatkowo na terenie zakładu znajdowały się budynki gospodarcze, tj. kuchnia, pralnia i magazyny. Budynki dla osadzonych były zbudowane z cegieł gipsowych, okna i drzwi były wykonane ze stolarki drewnianej i nie posiadały dodatkowych wzmocnień. Kraty, znajdujące się w otworach okiennych, były słabo osadzone. Osadzeni przebywali w celach o wymiarach 7x4 m wyposażonych w piętrowe prycze, stolik, trzy szafy oraz krzesła i taborety.

### Osadzeni
Na terenie Ośrodka przebywali osadzeni, którzy byli etatowym pracownikami NSZZ Solidarność oraz działaczami KPN, Komitetu Obrony Więzionych za Przekonania oraz NSZZ Rolników Indywidualnych. Najczęściej mieli za sobą pobyt w innych ośrodkach internowania, tj. Iława, Gębarzewo, Mielęcin, Łowicz czy Lublin. 6 kwietnia przebywało w nim 31 osadzonych, 8 lipca było to 168 osób. 17 sierpnia liczba osadzonych była najwyższa i wynosiła 241 internowanych. Jednocześnie na terenie zakładu karnego przebywali więźniowie kryminalni, ich liczna 5 kwietnia wynosiła 127 osób.

### Funkcjonariusze
Pierwotnie personel Ośrodka stanowiło 25 funkcjonariuszy Służby Więziennej, funkcję naczelnika więzienia pełnił mjr Stefan Mikołajczyk, który wcześniej pełnił funkcję Zastępcy Naczelnika ZK w Sztumie. Od września 1982 r. na teren OO skierowano dodatkowych 30 funkcjonariuszy. W sytuacjach krytycznych personel Ośrodka wzywał posiłki z ZK w Sztumie. 14 sierpnia komendantem Ośrodka został mianowany kpt. Juliusz Pobłocki.

### Życie codzienne

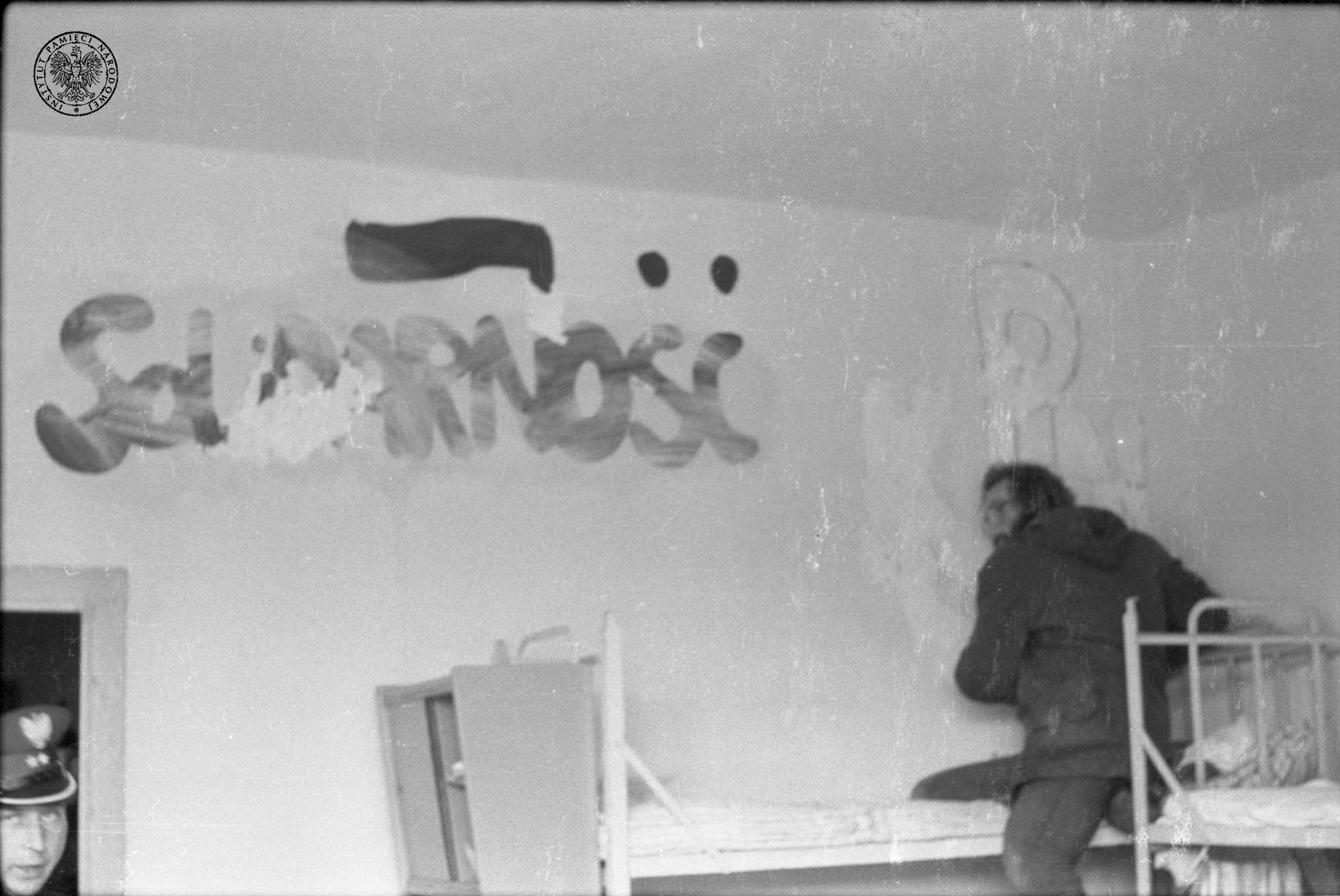
Cela w Ośrodku Odosobnienia w Kwidzynie. Jeden z osadzonych usuwa kotwicę KPN-u

Osadzeni byli poddani rygorom regulaminu, który ściśle określał porządek dnia. W rzeczywistości Służba Więzienna, z uwagi na specyfikę osadzonych i ich psychiczną odporność na próby poddania rygorowi więziennemu, odstępowała od jego egzekwowania. Osadzeni mieli możliwość korzystania z częstych spacerów i przebywania na świeżym powietrzu czy brania udziału w grach sportowych. Nie ograniczano ich prawa do posiadania prywatnych przedmiotów, oficjalnie odstąpiono od zamykania cel internowanych. Obecność internowanych sprawdzano podczas wieczornego apelu. Ukazywała się nielegalna gazetka „Nasza Krata” oraz produkowano znaczki i koperty pocztowe. Ocenia się, że podczas funkcjonowania Ośrodka internowani opracowali ok. 120 wzorów znaczków i stempli więziennej poczty, które były odbijane w różnych kolorach w zależności od posiadanych farb. 
Osadzonym udostępniono również telewizory, dzięki którym oglądali m.in. mistrzostwa świata w piłce nożne w Hiszpanii. Internowani, w ukryciu przed władzami Ośrodka, organizowali życie kulturalne, na które składały się wykłady, kursy, akademie historyczne oraz śpiewy patriotyczne. Osadzeni mieli zapewnioną obsługę duszpasterską, do posługi został skierowany z kwidzyńskiej parafii ks. Leszek Kuczyński. Osadzonym przysługiwały widzenia z rodziną, które były utrudnione z uwagi na to, że zakład karny nie dysponował poczekalnią dla odwiedzających. Ponadto funkcjonariusze rygorystycznie przestrzegali formalności. Odwiedziny były też okazją do przekazywania osadzonym nielegalnych materiałów, tj. wydawnictwa, książki i in. Internowani przekazywali rodzinom trudno dostępne na wolności produkty żywnościowe, które kupowali w ośrodkowej kantynie.

## Bunt w Ośrodku – „krwawa sobota”

### Podłoże wydarzeń
Osadzeni cieszyli się dużą swobodą, często odbiegającą znacznie od regulaminu ośrodka. Strażnicy nie ingerowali w ich życie codzienne oraz rozkład dnia. 12 maja, w związku z nadchodzącą miesięcznicą wprowadzenia stanu wojennego, komendant podjął decyzję o przeszukaniu cel. Spowodowało to protesty osadzonych, którzy nie chcieli opuścić pomieszczeń obawiając się, że strażnicy dokonają zniszczeń w ich wyposażeniu (np. zerwą plakaty ze ścian czy usuną przedmioty kultu chrześcijańskiego). Część z nich stawiła bierny opór, strażnicy musieli ich wynosić z cel. 10 sierpnia części z osadzonych postawiono zarzuty karne z art. 236 kodeksu karnego. Komendant Ośrodka starał się uspokoić nastroje i przychylał się do próśb osadzonych, m.in. pozwolił na wydłużenie widzeń z rodziną i na ich odbywanie się na otwartym powietrzu. 7 sierpnia internowany Mirosław Andrzejewski skorzystał z panującego zamieszania i opuścił teren Ośrodka razem ze swoją rodziną. Komendant ukrywał ten fakt przed swoimi przełożonymi przez pięć dni. Ponadto też wycofał zgodę na kolejne odwiedziny rodzin. Doprowadziło to 8 sierpnia do protestu osadzonych, na skutek którego komendant zniósł zakaz odwiedzin.
13 sierpnia przypadła kolejna miesięcznica, którą osadzeni uczcili pieśniami patriotycznymi oraz wywieszeniem flag narodowych. Funkcjonariusze SW nie reagowali, komendant również nie podjął żadnych działań. Wydarzenia miały miejsce podczas wizytacji Ośrodka przez płk. Romana Topolskiego, dyrektora OZZK Olsztyn, który uznał, że komendant nie panuje nad sytuacją w ośrodku i podjął decyzję o jego odwołaniu. 14 sierpnia na stanowisko komendanta został powołany kpt. Juliusz Pobłocki, dotychczasowy Zastępca Naczelnika Zakładu Karnego w Sztumie.

### Przebieg

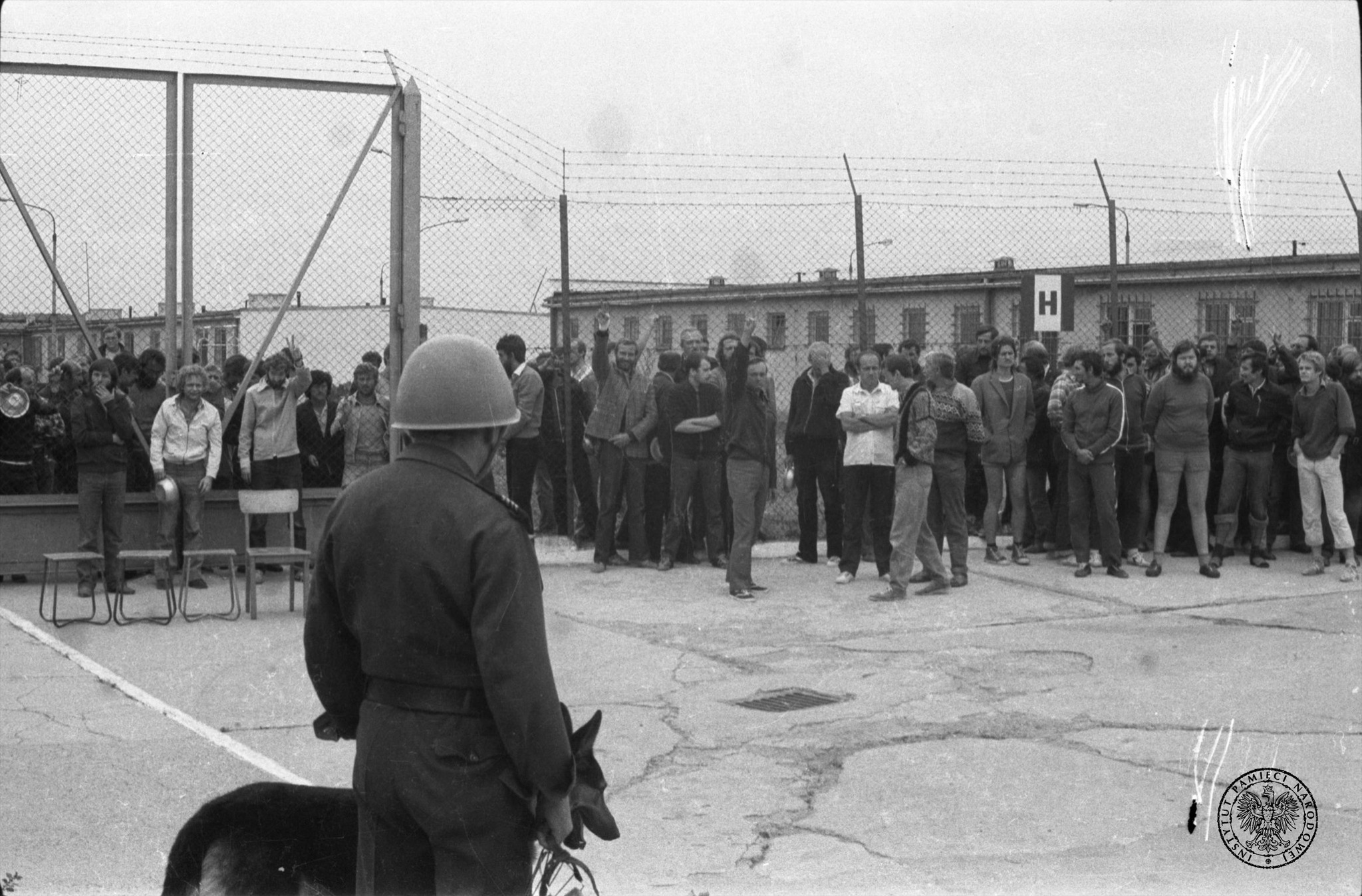
Internowani podczas buntu

Kapitan Juliusz Pobłocki przybył na teren Ośrodka z zadaniem uregulowania kwestii widzeń osadzonych z rodzinami – zakończenia spotkań na placu i opracowania nowej instrukcji widzeń. Podjął też decyzję o przeprowadzeniu widzeń, przypadających na ten dzień, wyłącznie w jednej z sal ośrodka. Jego decyzja nie dotarła ani do osadzonych, ani też do strażników SW. Pierwotnie osadzeni oraz ich rodziny potraktowały to jako konsekwencję padającego deszczu. O godz. 10:00 osadzeni zostali poinformowani o nowych zasadach widzeń. Podjęli decyzję o proteście, sugerując się skutecznością swoich działań z dn. 8 sierpnia. Wznosili okrzyki oraz śpiewali pieśni patriotyczne. Komendant Miejski MO w Kwidzynie Henryk Podlecki podjął decyzję o skierowanie na teren Ośrodka 30 funkcjonariuszy MO jako wsparcie funkcjonariusz SW. Z Komendy Wojewódzkiej w Elblągu przybył również oddział ZOMO, który pierwotnie pozostał na zewnątrz i pełnił funkcję odwodu. Wobec przyłączania się kolejnych osadzonych do protestu z ZK Sztum przybyło 22 funkcjonariuszy SW wyposażonych w pałki, tarcze i kaski. Ich wezwanie nastąpiło już po rozpoczęciu negocjacji komendanta Ośrodka z osadzonymi. Rozmowy zostały przerwane przez komendanta w momencie przybycia posiłków. 
Osadzeni byli informowani przez rodziny o przyjeździe dodatkowych funkcjonariuszy SW oraz ZOMO. Kilku z nich demonstracyjnie wydostało się na zewnątrz, przecięta została również siatka otaczająca budynki administracyjne. Umożliwiło to ok. 50. osadzonym wejście w pobliże bramy głównej, w miarę radykalizowania się nastrojów osadzonych, grupa ta powiększała się. Milicja Obywatelska podjęła próbę wyprowadzenia rodzin osadzonych na zewnątrz Ośrodka, następnie przystąpiła do usuwania ich z okolic murów więzienia. 

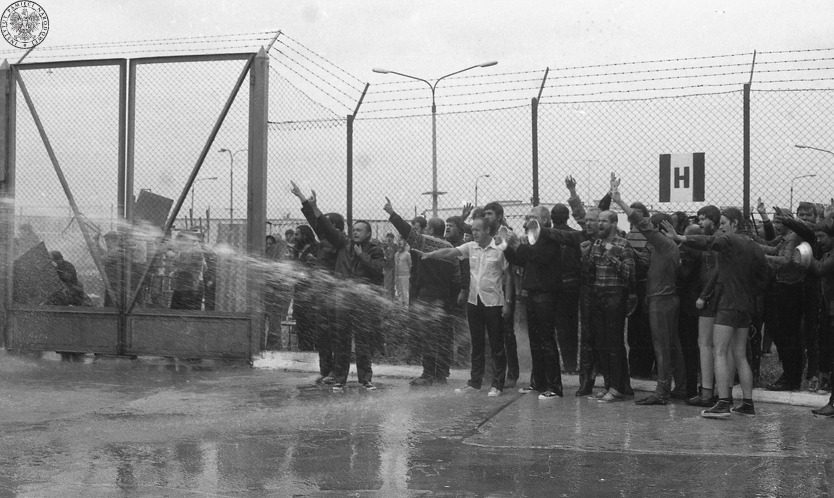
Internowani podczas buntu

Funkcjonariusze o godz. 12:15 przystąpili do wypychania osadzonych z terenu administracyjnego więzienia na teren pawilonów. Użyto motopompy, pałek, jeden z funkcjonariuszy miał psa bez kagańca. W ciągu 15 minut osadzeni wycofali się do pawilonów, w trakcie kilku z nich zostało brutalnie pobitych. Część z więźniów nie mogła powrócić do swych cel, gdyż zostały zamknięte przez strażników. Osoby pozostające na korytarzu były bite przez funkcjonariuszy i wpychane do dostępnych cel. 

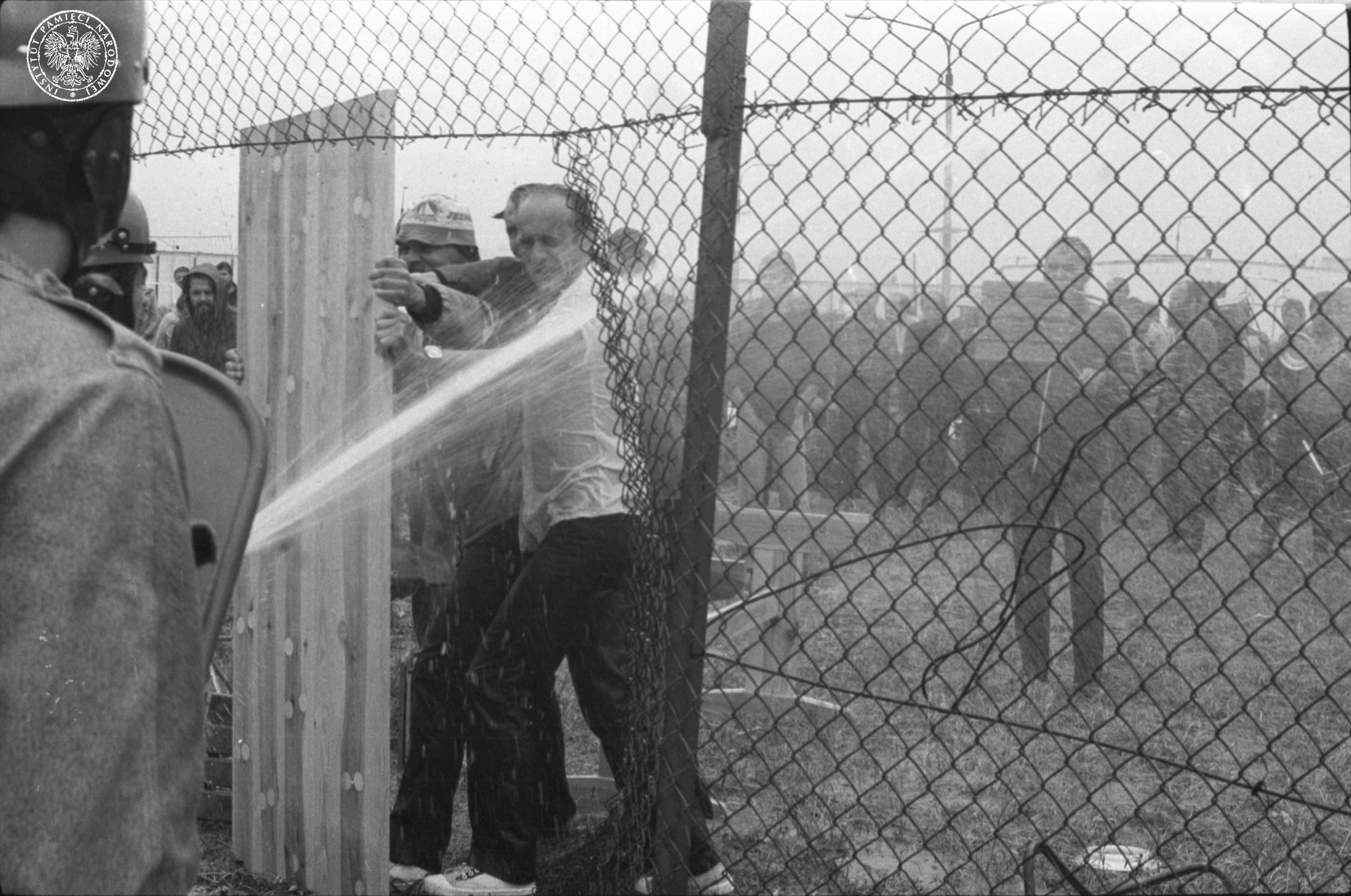
Starcia w rejonie ogrodzenia Ośrodka Odosobnienia w Kwidzynie

Po opanowaniu sytuacji funkcjonariusze SW i milicjanci wdzierali się do cel pod pozorem dokonania przeszukania. Przebywający w nich osadzeni byli bici i wyciągani na korytarz, gdzie zorganizowano dla nich „ścieżkę zdrowia”. Następnie byli kierowani do świetlicy, gdzie byli rewidowani a następnie po raz kolejny trafiali na „ścieżkę zdrowia”. Szczególnie ucierpieli uczestnicy wydarzeń z 12 maja. Niektórzy z internowanych byli kierowani na „ścieżkę zdrowia” wielokrotnie, dotyczyło to osób wskazanych przez funkcjonariuszy SW. Bicie internowanych odbywało się na korytarzach gdzie wcześniej, w trakcie walk, osadzeni obrzucali funkcjonariuszy szklanymi naczyniami. Część z nich zawierała pastę do podłóg, co powodowało, że biegnący pomiędzy szpalerami funkcjonariuszy internowani poruszali się powoli i mieli problemy z utrzymaniem równowagi.
Akcja bicia osadzonych zakończyła się o godz. 14:00, ok. 20:40 przystąpiono do metodycznego przeszukania internowanych i cel w pawilonach I-III. Zarekwirowano szereg przedmiotów, m.in. radioodbiorniki i literaturę bezdebitową.

### Konsekwencje
Osadzeni szacowali, że ciężko pobitych zostało 81 internowanych, KWMO w Kwidzynie w swej korespondencji podawała liczbę 45 pobitych, Prokuratura Garnizonowa w Elblągu w toku postępowania przyjęła liczbę 52 pobitych. Do szpitali trafiło czterech internowanych znajdujących się w najcięższym stanie: Andrzej Priebe, Władysław Kałudziński, Andrzej Goławski oraz Andrzej Tomaszewicz. W późniejszych dniach trafiali tam kolejni, 27 sierpnia było to już dziewięć osób.

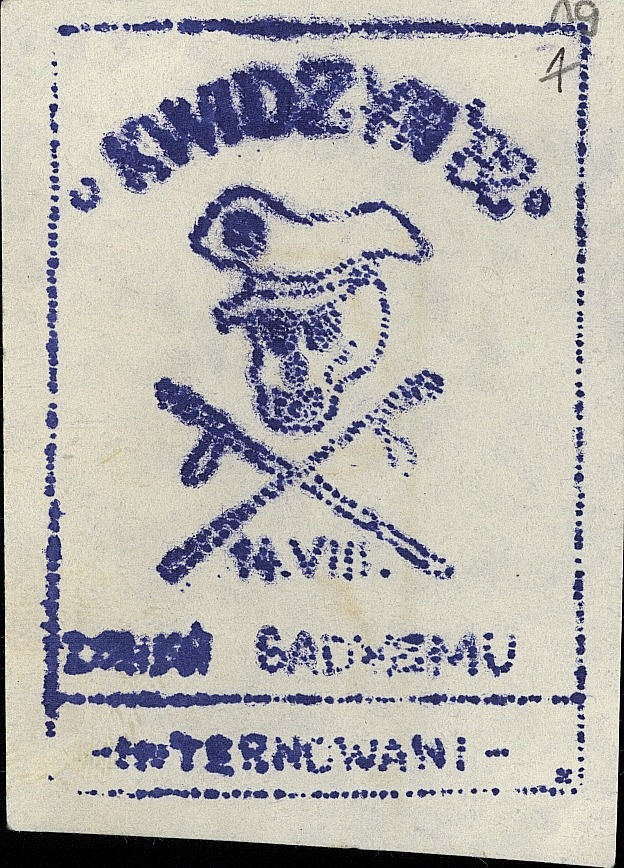
Znaczek poczty podziemnej poświęcony pacyfikacji w Ośrodku Odosobnienia w Kwidzynie

Komendant ograniczył dotychczasowe swobody osadzonych, uniemożliwiono im swobodne poruszanie się po terenie Ośrodka. Internowani zostali powiadomieni o możliwości jedynie godzinnego spaceru oraz o możliwości skorzystania z łaźni jedynie dwa razy w tygodniu. 15 sierpnia 98 osadzonych ogłosiło strajk głodowy żądając powołania komisji do zbadania wypadków z poprzedniego dnia, usunięcia komendanta Pobłockiego i funkcjonariuszy biorących udział w pobiciach oraz wpuszczenia na teren ośrodka przedstawicieli kościoła i Międzynarodowego Czerwonego Krzyża. Ostatni z głodujących zakończyli protest 9 września. 17 sierpnia na terenie Ośrodka pojawili się przedstawiciele MCK.
Informacje o zajściach zostały szybko upublicznione za sprawą członków rodzin, którzy oczekiwali na widzenie i widzieli pacyfikację protestu. 15 sierpnia o pobiciach mówili w kazaniach księża parafii kwidzyńskich, następnego dnia na terenie miasta pojawiły się podziemne ulotki z informacjami o zajściach. Po kilku dniach o pacyfikacji ośrodka poinformowało Radio Wolna Europa, Radio France Internationale, BBC i Głos Ameryki.
Wobec osadzonych wszczęto postępowanie w sprawie zakłócenia porządku na terenie Ośrodka, czynnej napaści na funkcjonariusz i zniszczenie mienia o wartości 28 000 zł. Od marca do 23 maja 1983 r. przed Sądem Wojewódzkim w Elblągu trwał proces sześciu internowanych, w wyniku którego trzech skazanych skazano na kary 2 lat pozbawienia wolności, jednego na półtora roku, jednego na rok a ostatni z oskarżonych został skazany na 10 miesięcy pozbawienia wolności. 17 sierpnia 1983 r. skazani zostało objęci amnestią z 21 lipca 1983 r. i zwolnieni z więzień. 24 października 1991 r. Sąd Najwyższy poddał kasacji wyrok elbląskiego sądu i uniewinnił wszystkich skazanych.
Osadzeni złożyli do prokuratury kilkanaście zawiadomień o przestępstwie popełnionym przez funkcjonariuszy Służby Więziennej, dodatkowe zostało wniesione przez członków ich rodzin. Sejmowa komisja sprawiedliwości zajęła się rozpatrywaniem skargi ws. pobicia złożonej przez pracowników biura projektów płockiej "Petrochemii". Skargi od osadzonych i rodzin trafiły do Prokuratury Garnizonowej w Elblągu, ich rozpatrzeniem zajął się prokurator wojskowy ppor. Wiesław Zaczek. Pod koniec 1982 r. postawiono ośmiu funkcjonariuszom zarzuty popełnienia przestępstwa, jednakże 16 sierpnia 1983 r. Sąd Marynarki Wojennej w Gdyni umorzył postępowanie karne w stosunku do funkcjonariuszy na mocy amnestii.